# キリスト教民主党 (ノルウェー)
キリスト教民主党（キリストきょうみんしゅとう、ブークモール:Kristelig Folkeparti、ニーノシュク:Kristeleg Folkeparti、略称:KrF）は、1933年に結成されたノルウェーのキリスト教民主主義政党。原語をそのまま訳すとキリスト教人民党になる。クェル・マニェ・ボンデヴィック元首相（在任:1997年 - 2000年、2001年 - 2005年）らを輩出した党としても知られる。欧州人民党にオブザーバーとして参加。

## 歴史
1930年代に国内で世俗主義が広まる中結党。物質は的価値に重きを置く政党の代替物として文化的、精神的価値が提案された。結党の直接的原因は、信徒団体の代表的人物で、1933年のノルウェー議会（ストーティング）選挙に自由党から立候補したニルス・ラーヴィックの失敗に拠る所が大きい。
これを教訓として、ラーヴィックをホルダラン県随一の候補者としてキリスト教民主党が設立され、選挙の結果ラーヴィックが当選を果たす（他選挙区では候補者を出していない）。続く1936年の選挙ではベルゲンからも候補者を出し3名が当選。1945年には、ナチス占領からの解放後初の選挙で8名が当選となった。
1963年には、保守党や中央党との短命に終わる非社会主義連立政権の与党となったほか、1965年の選挙でこれら連立与党が大勝し、同年から1971年まで連立内閣を担当することとなる。
欧州共同体（EC、当時）加盟の是非を問う1972年の国民投票に際しては反対を表明しているが、選挙で反対票が多数となったためEC支持のノルウェー労働党政権が総辞職。代わって反EC政党の保守党や中央党と共に再度連立内閣を組織し、ラーシュ・コルヴァールが翌年に労働党政権が誕生するまで党初の首相に就いた。
1981年の選挙でも議会の多数派と共に非社会主義政権を守ったものの、中絶問題を巡る混乱から連立政権入りへの交渉が失敗に終わる。。しかしこの問題が後に尻すぼみとなると、1983年から1986年までと、1989年から翌年にかけて保守党や中央党と連立政権を組む。1997年には25議席を獲得した。1997年から2005年までは首相を輩出するなど安定した連立政権を立てたものの、2005年の選挙で野党に転落。
2009年の総選挙では大敗を喫し、それ以降保守対リベラルの党内対立が顕在化。2019年まで代表を務めたクヌート・アリルド・ハライデは党を「刷新」するとしてリベラルな路線に舵を切り、主要な政策課題に気候変動対策などを掲げた。

## 政治的立場
安楽死や胎児診断、中絶の禁止を掲げ（但し中絶に関してはレイプや母体に生命の危険がある場合は容認）、中絶率を低める手段として避妊を勧めるなど、社会政策については他のキリスト教民主主義政党と同様に保守的な面を持つ。また、第2次ボンデヴィック政権にて成立したバイオテクノロジー法の緩和にも懐疑的である。この他、同性愛者の人権問題に関しては同性愛者同士の同棲を認めるものの、結婚や養子縁組には反対の立場。
結党以来、党内で重要なポストに就く際はキリスト教に忠誠を誓うことが求められてきたが、イスラム教など他宗派が増えつつあることから、2013年の党大会で規則を改正。党の代表者はキリスト教的価値観のために働くが、宣誓は求めないとした。

## 選挙母体

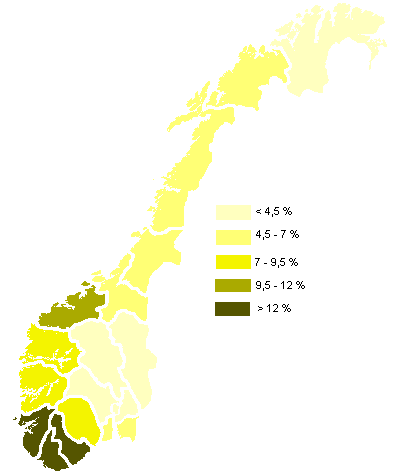
2005年の選挙結果

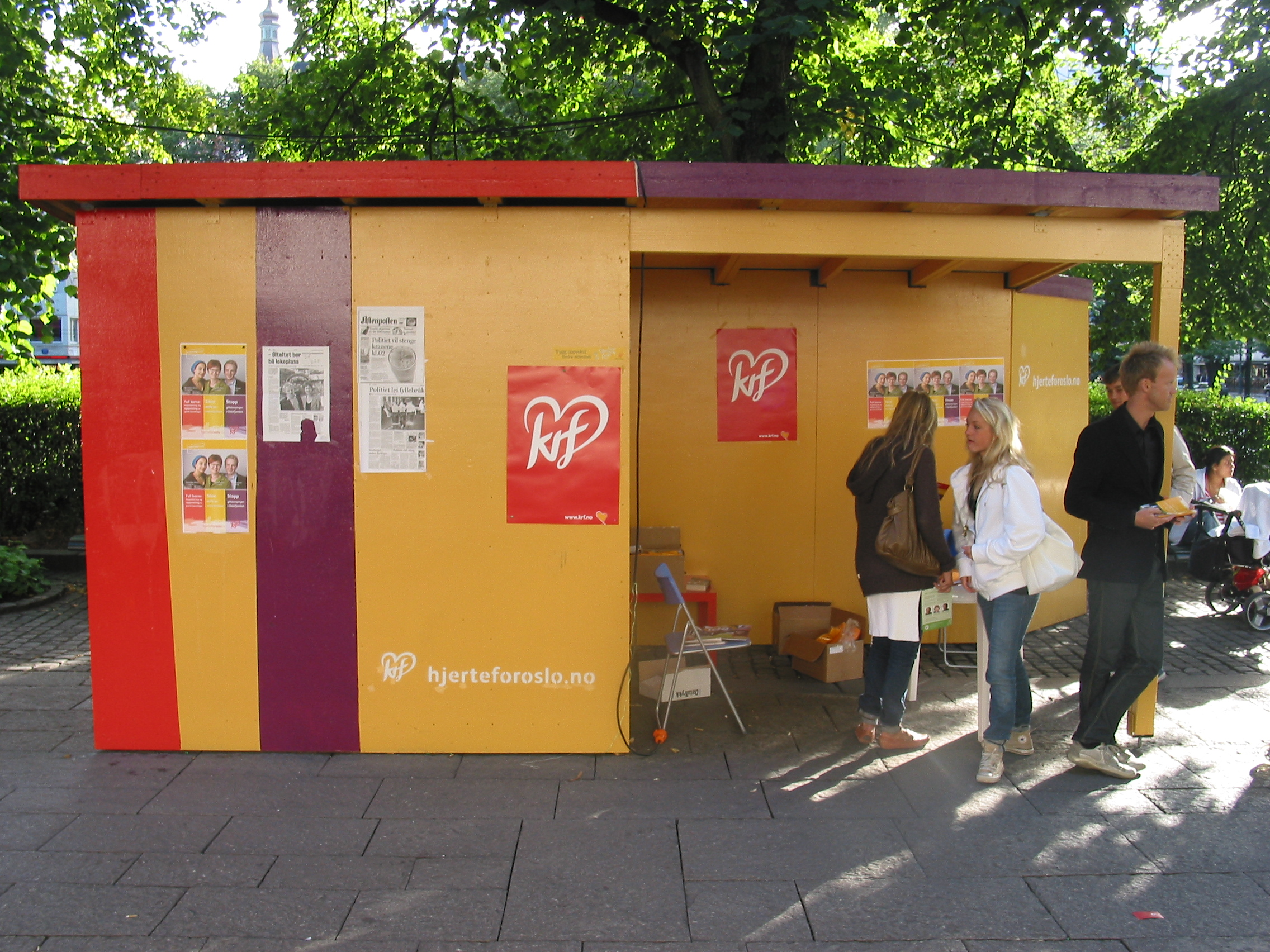
2007年の地方選挙におけるキャンペーン

キリスト教民主党は地理的に見ると南海岸で強い。2005年の選挙ではヴェスト・アグデル県で18.9％と最高得票率を得ており、全国平均（6.8％）と比しても3倍近い値を弾き出した。ただ、党がキリスト教の価値を重視する一方、キリスト教徒からの支持が明らかに落ちているのは否めなく、キリスト教を奉じる保守層の票が進歩党に流れる事態も生じている。酒やポルノグラフィに対して厳格な政策を採るため、国内の少数派であるイスラム教徒からの支持も厚い。